# Olivia Colman
Sarah Caroline Olivia Colman (født 30. januar 1974 i Norwich) er en britisk skuespiller kendt for sine roller i TV-seriene Broadchurch og The Night Manager, samt tv-serien The Crown (tv-serie) og filmen The Favourite.
Hun har vundet fire BAFTA-priser og to Golden Globe-priser. For sin rolle som dronning Anne i The Favourite vandt hun Oscar for bedste kvindelige hovedrolle. Hun har også vundet en Golden Globe- og BAFTA-pris for samme rolle.

## Filmografi
- Confetti (2006)
- Tyrannosaur (2011)
- Jernladyen (2011)
- Hyde Park On Hudson (2012)
- Locke (2013)
- I Give It A Year (2013)
- Cuban Fury (2014)
- The Lobster (2015)
- The Favourite (2018)